# Эверглейдс (национальный парк)

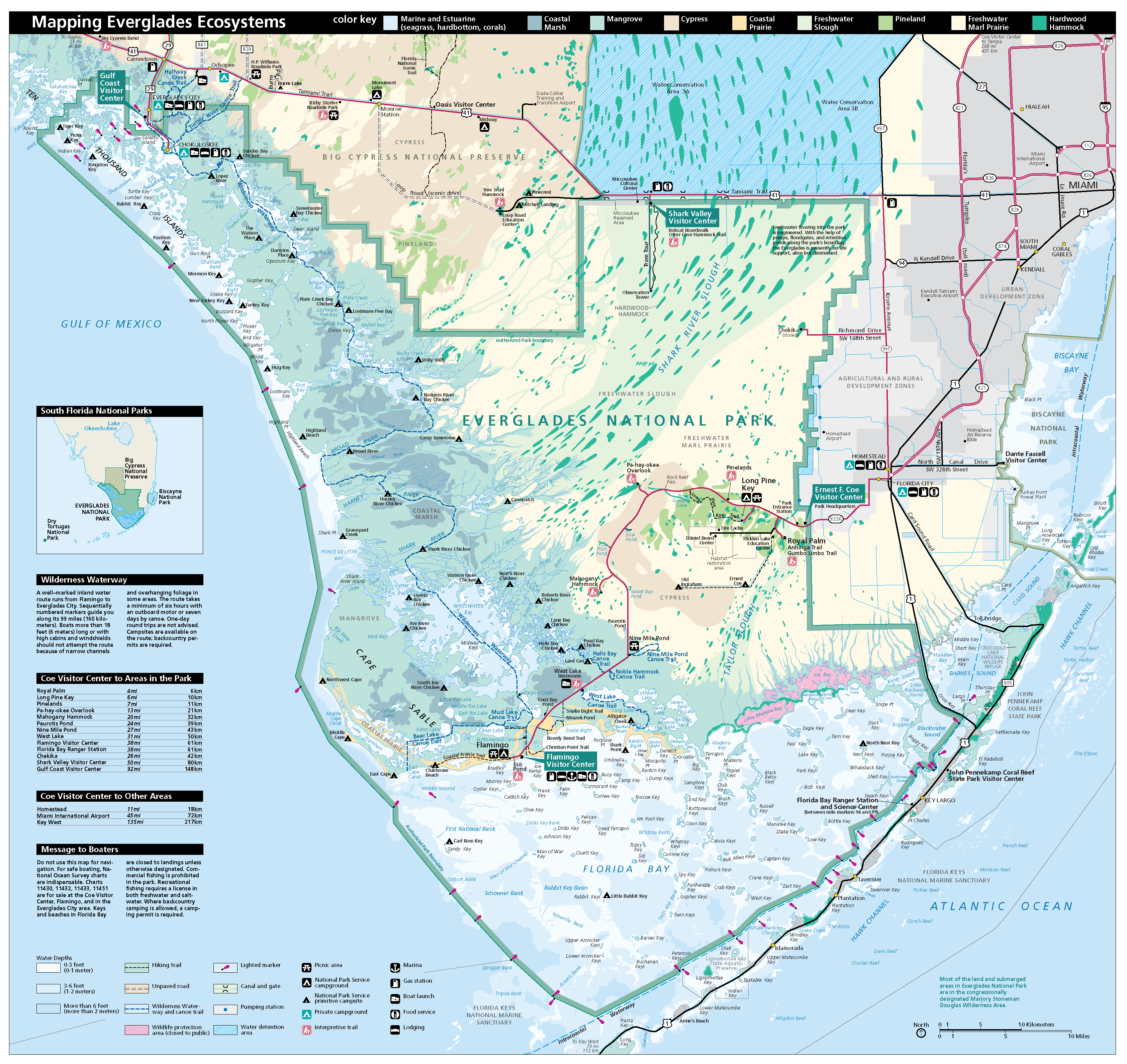
Карта парка

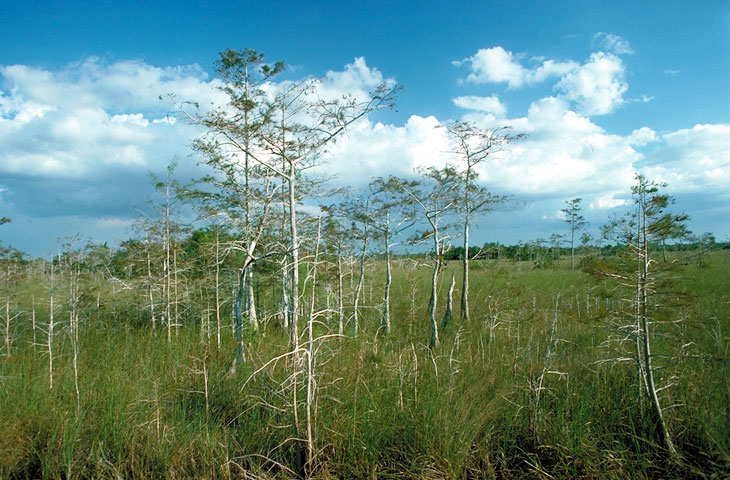
Национальный парк Эверглейдс

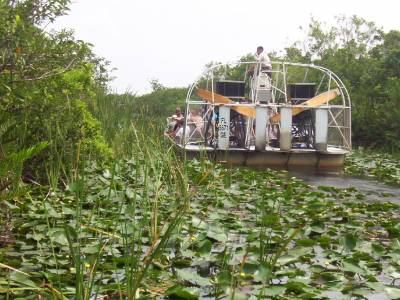
Национальный парк Эверглейдс

Национальный парк Э́верглейдс (англ. Everglades National Park) занимает южную часть субтропической болотистой местности Эверглейдс к югу от туристической тропы Тамайами в американском штате Флорида, но представляет только 20 % её территории. Территория парка составляет 6,105 км² и включена в список Всемирного Наследия ЮНЕСКО. Единственной автомобильной дорогой, ведущей к основной территории парка, является дорога № 9336, берущая своё начало в городе Флорида-Сити к югу от Майами и идущая в сторону центра и палаточного лагеря Фламинго. За исключением главного центра для посетителей и небольшого штата сотрудников, в парке отсутствует какая-либо хозяйственная деятельность и 5,246 км² парка считаются зоной абсолютно дикой природы, получившей имя известной защитницы природы и писательницы Марджори Дуглас (Marjory Stoneman Douglas).
Территория получила статус национального парка 30 мая 1934 года, но фактически стала парком только 6 декабря 1947 года. 26 октября 1976 года территория парка была объявлена ЮНЕСКО международным биосферным заповедником, а 10 ноября 1978 года большая часть парка была объявлена «территорией дикой природы» (англ. wilderness area). К 2003 году дикая природа стала занимать 5,247 км², что составляет примерно 86 % всего парка. 24 октября 1979 года парк был внесён в список Всемирного Наследия ЮНЕСКО, а 4 июня 1987 года объявлен «заболоченной территорией международного значения». Однако, в 1993 году он был обозначен в списке «Всемирного Наследия», которому угрожает опасность.
На территории парка имеется ряд автомобильных и пеших маршрутов, самым известным из которых считается Анхинга-Трейл (англ. Anhinga Trail), который позволяет с близкого расстояния наблюдать таких диких птиц как больших голубых цапель (Ardea herodias), американских змеешеек (Anhinga anhinga) и ушастых бакланов (Phalacrocorax auritus), а также американских аллигаторов. Птицы часто усаживаются на перила дощатых помостов, по которым проходит маршрут. В парке большое количество комаров, и в летнее время они могут причинить определённые неудобства, даже при наличии репеллента.
В октябре 2005 года через южную оконечность Флориды прошёл ураган Уилма, произведя значительные разрушения в парке. Основной ущерб был нанесён району Фламинго. Центр помощи туристам, охотничий домик, ресторан и магазин были разрушены, а территория парка закрыта для посетителей без сопровождения местных служащих рейнджеров. 14 марта 2006 года магазин, центр для посетителей и лодочные причалы были снова открыты.

## География
Национальный парк Эверглейдс окружён сельскохозяйственными и урбанизированными территориями Майами, Хоумстед и Флорида-Сити на востоке, Флоридским проливом и островами Флорида-Кис на юге, Мексиканским заливом на западе и национальным заповедником Биг-Кипресс (англ. Big Cypress National Preserve) на севере. Заповедник Биг-Кипресс напоминает парк, но по площади в два раза меньше его.
В юго-восточной части парка, к западу от городов Хоумстед и Флорида-Сити находится главная резиденция парка, Центр для посетителей имени Эрнеста Ф. Коя (англ. Earnest F. Coe Visitor Center). Примерно в 6 км к западу от резиденции расположен другой центр, Ройял-Палм (Royal Palm). Оба туристических центра, а также образовательный центр Хидден-Лейк (англ. Hidden Lake Education) и центр Дэниел-Бёрд (англ. Daniel Beard Centers) в нескольких километрак к западу находятся в сосновом лесу. От Ройял-Палм в сторону Флоридской бухты (Florida Bay) тянется Тейлорская трясина (Taylor Slough). В 6 километрах к западу от Ройял-Палм по дороге № 9336 в сосновом лесу находится кемпинг Лонг-Пайн-Ки (Long Pine Key). Ещё в 6 километрах на запад находится обзорная площадка Pa-hay-okee Overlook, откуда открывается хороший вид на север.
Далее на юг дорога ведёт через кипарисовое болото. Сразу за болотом, в 12 милях от резиденции проложена туристическая тропа Махагони-хэммок (Mahogany Hammock), уходящая в глубину леса. Ещё южнее, дорога проходит через прибрежное мангровое болото. В мангровых зарослях спрятаны сотни маленьких озёр и речек, которые впадают во Флоридский пролив. Болотистые устья в этом месте — это единственное место в США, где встречаются, хотя и редко, острорылые крокодилы (Crocodylus acutus).Здесь также можно увидеть американских ламантинов, или морских коров (Trichechus manatus), которые часто греются на поверхности воды в прохладные осенние утренние часы. В конце дороги № 9336 имеется центр Фламинго, самый дальний на юге парка. Он расположен на засушливой прибрежной степной территории и расположен к северу от Флоридского залива. Тропы от центра Фламинго идут на запад на мыс Сэйбл (Cape Sable) — самую юго-западную оконечность Флориды. Также от этого центра начинается 160-километровый канал по дикой территории. К югу от центра имеется пункт проката каноэ, к северу дорога в центр Гулф-Коаст (англ. Gulf Coast Visitor Center). Центр Гулф-Коаст используется как для обслуживания посетителей парка, так и для обслуживания посетителей заповедника Биг-Кипресс.
В северной части парка наиболее заметным является центр Шарк-Велли (англ. Shark Valley Visitor Center). Здесь начинается и заканчивается дорога для автомобильного поезда, который возит туристов по 11-километровому кольцу к речке-трясине Шарк-Ривер (англ. Shark River Slough) — большому водному пресноводному потоку, берущему своё начало в озере Окичоби (Lake Okeechobee) на севере парка и впадающему в море на юго-западной оконечности Флориды. Поток на всём своём протяжении покрыт маленькими участками субтропического болотистого леса в которых живут местные млекопитающие и рептилии.
Когда говорят о природе Эверглейдс, по-видимому чаще всего представляют именно это место, так как в нём во все стороны видны бесконечные заросли меч-травы (Cladium jamaicense). Американские аллигаторы (Alligator mississippiensis) и переходящие вброд птицы часто появляются перед носом у посетителей, а иногда ленивые аллигаторы перекрывают дорогу. От реки автобус поворачивает на север к обзорной башне, откуда с 20-метровой высоты открывается вид на прерии в южной части парка.

## История человека

### Коренное население
Предполагают, что человек начал заселять южную часть Флориды более 10 тыс. (возможно, до 20 тыс.) лет назад, когда вследствие всемирного похолодания обращённое к Мексиканскому заливу побережье полуострова находилось приблизительно в 160 км к западу от настоящего. Климат региона был значительно более засушливым, обилие песка и сильные ветра способствовали образованию высоких барханов. Основу диеты живших в этих местах палеоиндейцев составляла крупная млекопитающая дичь: саблезубые кошки, трёхпалые ленивцы, очковые медведи. Около 6,5 тыс. лет назад началось глобальное потепление, последующее повышение уровня океана привело к постепенному увлажнению климата. Значительный климатический сдвиг около 5 тыс. лет назад привёл к образованию болотистой местности к югу от озера Окичоби, впоследствии получившей название Эверглейдс. Древние жители стали меньше времени тратить на поиски пресной воды, переходя от кочевого к оседлому образу жизни. Хорошо адаптированные к условиям жизни в пустыне млекопитающие вымерли либо были истреблены в результате интенсивной охоты, и рацион заметно сместился в сторону растительных кормов и продуктов моря. Несмотря на то, что в средний архаичный период (6000 — 3000 гг до н. э.) население полуострова уменьшилось, появились более совершенные орудия труда, изготовленные из известкового камня, рогов и костей: ножи, свёрла, скрёбла, шила и атлатли. В поздний архаичный период (3000 — 1000 гг до н. э.) горизонт грунтовых вод местами вышел на поверхность, и вокруг основных источников сформировались три родственные индейские культуры: Бель-Глейд, Калусахатчи и Глейдс.
Ко времени открытия Флориды испанским конкистадором Хуаном Понсе де Леоном в 1513 году её южную оконечность, где находится собственно парк, населяли два индейских племени: Текеста (культура Глейдс) и Калуса (культура Калусахатчи). Первые обитали на юго-востоке Флориды, где в устье реки Майами находилось основное поселение с одноимённым названием Текеста, вторые жили в юго-западной части полуострова; территория парка служила естественной границей между этими двумя племенами. В отличие от сконцентрированного в одном населённом пункте Текеста, Калуса имели около 30 деревень, разбросанных на побережье Мексиканского залива. Оба племени посещали Эверглейдс, однако из-за отсутствия в нём значимых источников пресной воды постоянных поселений в нём практически не образовывали. Сельское хозяйство в этой части Америки не развивалось; жители питались рыбой, креветками, охотились на некрупную дичь и собирали плоды диких растений. Основным материалом для изготовления орудий труда служил известняк, кроме того в ход шли дерево, кости и зубы животных. В качестве режущего инструмента использовали зубы акул, из заострённых стеблей тростника изготавливали копья и стрелы. На территории парка сохранилось несколько так называемых «кухонных куч» — мест, куда сбрасывали отходы хозяйственной деятельности; их исследование даёт археологам и антропологам представление о материалах и орудиях труда, которые были доступны древним жителям. Европейские первооткрыватели оценили численность индейцев Текеста в 800 человек и Калуса в 2000 человек; в настоящее время служба национальных парков говорит о примерно 20 тыс. жителей, с приходом европейцев обитавших в южной части Флориды.

## Флора
На территории парка зарегистрировано более 2000 различных видов растений, как тропических, так и растущих в умеренном климате. Непохожие друг на друга природные биотопы, такие как мангровые прибрежные леса, пресноводные болота, низинные прерии, субтропический хэммок, кипарисовые купола и сосновое редколесье дают приют разным растениям и заметно друг от друга отличаются. Климат в парке более-менее равномерный, хотя сезоны делятся на влажный и сухой.
Среди мангровых зарослей стоит отметить виды Ризофора мангле (Rhizophora mangle) с большими воздушными дугообразными корнями, чёрное мангровое дерево (Avicennia germinans), белое мангровое дерево (Laguncularia racemosa), конокарпус прямостоячий (Conocarpus erectus). На морском побережье можно встретить писцидиевое дерево (Piscidia piscipula), дерево махагони (Swietenia mahagony), кокколобу ягодоносную, или морской виноград (Coccoloba uvifera). В сосновом редколесье можно встретить сосну Эллиота (Pinus elliottii), лиродревесник спинозум (Citharexylum spinosum), дуб виргинский (Quercus virginiana), додонею клейкую (Dodonaea viscose), Guettarda scabra. Вдоль каналов и в кипарисовых куполах растут ива каролинская (Salix caroliniana), слива золотая (Chrysobalanus icaco), кипарис болотный (Taxodium distichum). Хэммок населяют сидероксилон вонючий (Sideroxylon foetidissimum), дуб виргинский (Quercus virginiana), евгения пахучая (Eugenia foetida), фикус золотистый (Ficus aurea), фикус лимонолистный (Ficus citrifolia), кокколоба разнолистная (Coccoloba diversifolia), мексиканская лаванда (Bursera simaruba), чернильное дерево (Exothea paniculata), симаруба сизая (Simarouba glauca). В прериях центральное место занимает высокая меч-трава (Cladium jamaicense).
В парке большое количество дикорастущих орхидей, среди них наиболее часто встречаются виды Encyclia tampensis, Epidendrum anceps, Epidendrum nocturnum, Epidendrum rigidum, Oeceoclades maculate, Cyrtopodium punctatum.
Кроме того, в парке встречаются эритрина североамериканская (Erythrina herbacea), рапанея пунктата (Rapanea punctata), Ardisia escallonioides, атласное дерево (Chrysophyllum oliviforme), анона обыкновенная (Annona glabra), Pithecellobium keyense, колючий ксерофитный кустарник Randia aculeata, евгения ахсиларис (Eugenia axillaris), ядовитое растение метопиум токсиферум (Metopium toxiferum), зантоксилум фагара (Zanthoxylum fagara), дикое кофе Colubrina arborescens, мыльное дерево, или сапиндус мыльнянка (Sapindus saponaria), Sideroxylon salicifolium, Trema micranthum, Ocotea coriacea, Tetrazygia bicolor, психотрия нервоза (Psychotria nervosa), восковник восконосный (Myrica cerifera), магнолия виргинская (Magnolia virginica), персея красная (Persea borbonia), Rhus copallinum, падуб Кассине (Ilex cassine), дикий тамаринд (Lysiloma latisiliquum), бакхарис (Baccharis glomeruliflora).

## Фауна
Среди птиц можно отметить короткохвостого канюка (Buteo brachyurus), гладкоклювую кукушку (Crotophaga ani), карибского фламинго (Phoenicopterus ruber). Также в изобилии водятся цапли, американские клювачи (Mycteria americana), розовые колпицы (Platalea ajaja) и ибисы. Здесь же можно встретить пастушкового журавля (Aramus guarauna). Среди хищных птиц редкий вид общественный коршун-слизнеед (Rostrhamus sociabilis), часто встречающийся красноплечий канюк (Red-shouldered Hawk) и скопа (Pandion haliaetus).
Во топких местах флоридского залива можно наблюдать пеликанов, куликов (Charadrii) и крачковых (Sternidae).
Здесь также живут канадские речные выдры (Lontra canadensis), миссисипские аллигаторы и острорылые крокодилы, а также олени и редкая пума (Puma concolor). В этом парке единственное место, где крокодилы и аллигаторы сосуществуют вместе.

## Галерея

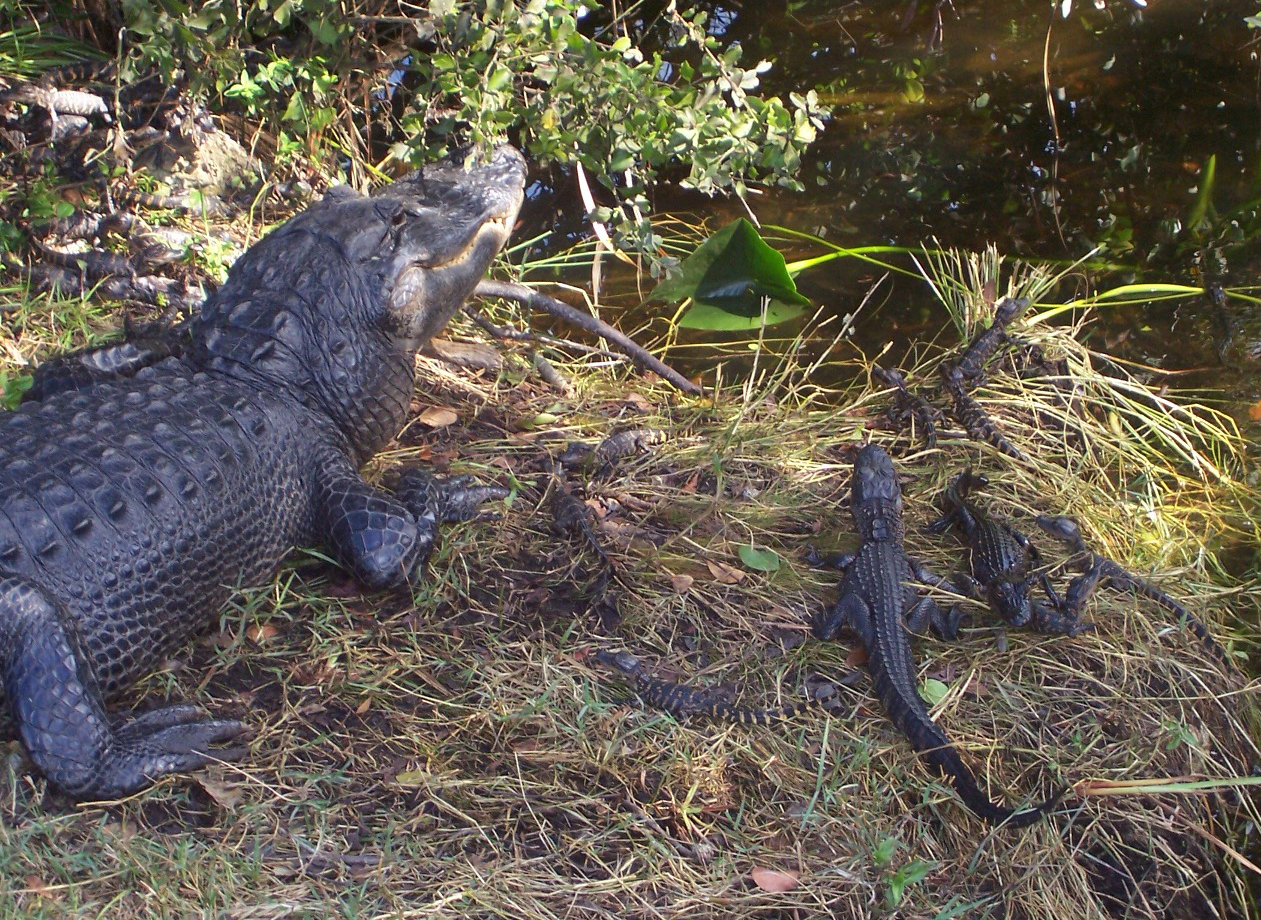
Гнездо аллигатора
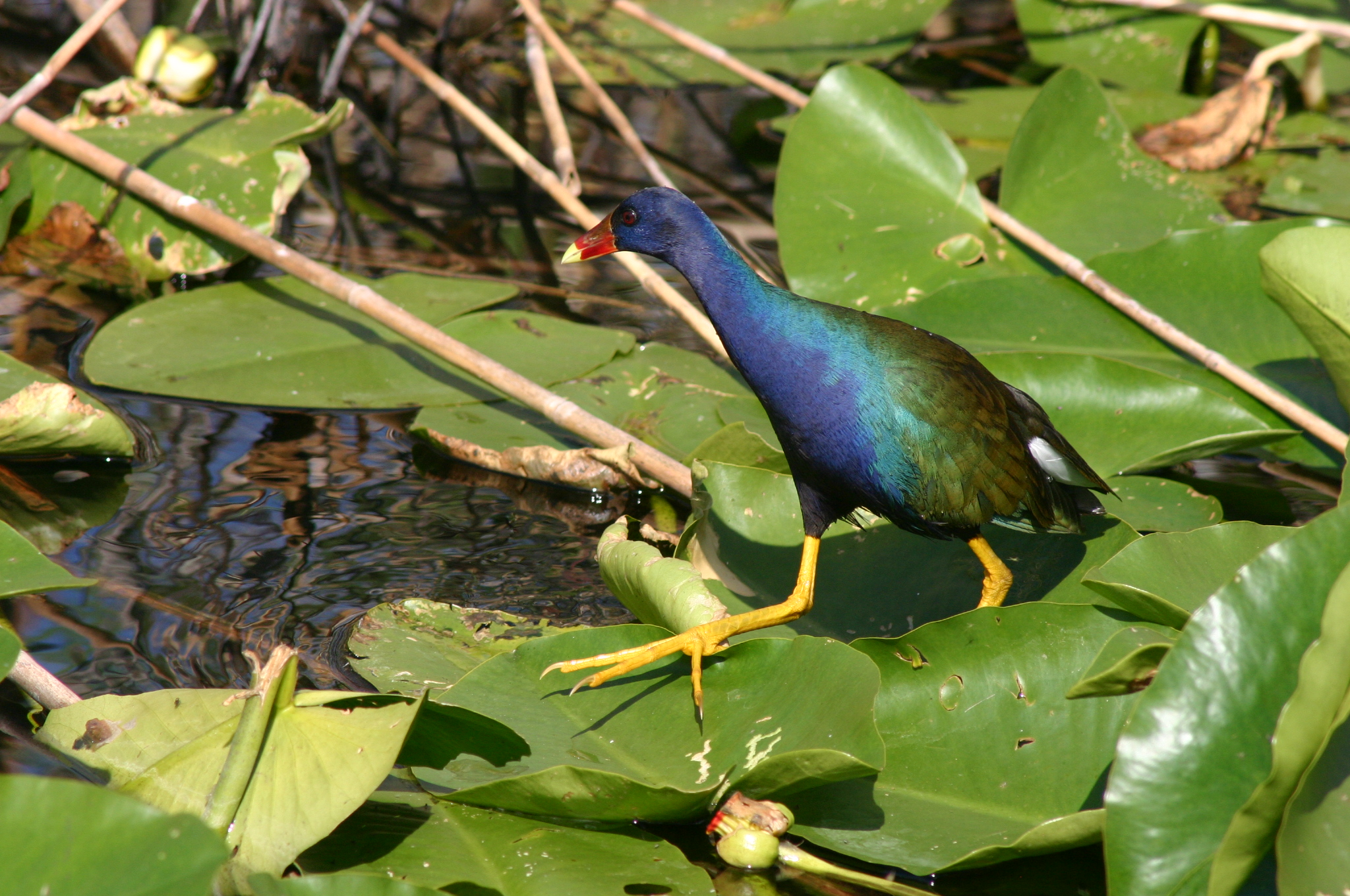
Малая султанка (Porphyrio martinica)
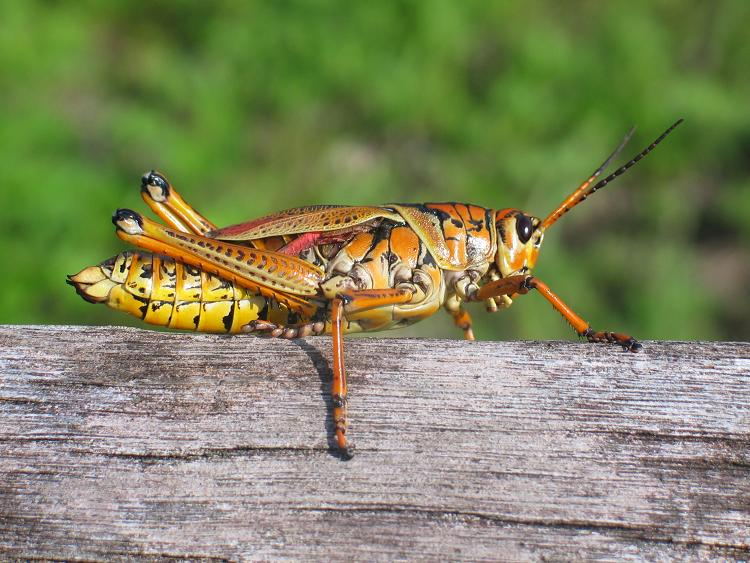
Romalea microptera